# Faradayconstante
De faradayconstante of constante van Faraday, {\displaystyle F}, is de grootte van de elektrische lading per mol protonen. De constante werd genoemd naar de Britse wetenschapper Michael Faraday.
De constante wordt gevonden met de formule:
{\displaystyle {\begin{aligned}F&=e\times N_{\text{A}}\\&=(1{,}602\,176\,634\cdot 10^{-19}\,\mathrm {C} )\times (6{,}022\,140\,76\times 10^{23}\,{\text{mol}}^{-1})\\&=96\,485{,}332\,123\,310\,0184\,\mathrm {C\,mol} ^{-1}\end{aligned}}}
met NA de constante van Avogadro en e de elementaire lading.
De eerste experimentele bepaling gebeurde door de hoeveelheid zilver dat in een elektrochemische reactie was afgezet, te wegen. Gedurende een bepaalde tijd werd een bepaalde elektrische stroom gemeten. Zo werd het getal van Avogadro bepaald, en bijgevolg F.
Voor een nauwkeuriger bepaling van F (en zo ook NA), is men van plan deze waarde te gebruiken om de kilogram te herdefiniëren in termen van een vast aantal atomen. De door CODATA-2006 aanbevolen waarde voor F bedroeg
{\displaystyle F=96\ 485{,}3399\pm 0{,}0024\ \mathrm {\frac {C}{mol}} }.
Sinds 2019 is de faradayconstante geen experimenteel bepaalde waarde, maar volgt deze uit de waarden van e en NA, die per definitie zijn vastgelegd.